# MONOTONE BOY
「MONOTONE BOY」（モノトーン・ボーイ）は、日本のバンド・レベッカの7枚目のシングル。1987年4月22日にCBS・ソニー / FITZBEATから発売された。

## 背景
前作「LONELY BUTTERFLY」から約半年ぶりとなるシングルで、表題曲は東宝配給の映画『微熱少年』の主題歌として、原作者である松本隆が作詞を手がけた。同年に発売されたアルバム『Poison』には収録されず、サウンドトラック『微熱少年 MOVIE SONGS』にて初めて収録された。
カップリングの「Never Told You But I Love You」は、アルバム『TIME』からのシングルカットである。
レベッカのシングルで唯一、表題曲とカップリング曲共に、NOKKOが作詞を手掛ていない作品である。

## 収録曲
| 全作曲: 土橋安騎夫、全編曲: レベッカ。 |                                   |           |            |      |
| #                                      | タイトル                          | 作詞      | 作曲・編曲 | 時間 |
| 1.                                     | 「MONOTONE BOY」                  | 松本隆    | 土橋安騎夫 | 4:24 |
| 2.                                     | 「Never Told You But I Love You」 | 宮原芽映  | 土橋安騎夫 | 4:26 |
| 合計時間:                              | 合計時間:                         | 合計時間: | 8:50       |      |

## メディアでの使用
| # | 曲名             | タイアップ                     | 出典  |
| - | ---------------- | ------------------------------ | ----- |
| 1 | 「MONOTONE BOY」 | 東宝配給映画『微熱少年』主題歌 | [ 1 ] |